# Ценцина
Ценцина (пол. Cięcina) — село в Польщі, у гміні Венґерська Ґурка Живецького повіту Сілезького воєводства.
Населення — 4361 особа (2011).
У 1975-1998 роках село належало до Бельського воєводства.

## Демографія
Демографічна структура станом на 31 березня 2011 року:
|          | Загалом | Допрацездатний вік | Працездатний вік | Постпрацездатний вік |
| -------- | ------- | ------------------ | ---------------- | -------------------- |
| Чоловіки | 2164    | 496                | 1462             | 206                  |
| Жінки    | 2197    | 448                | 1291             | 458                  |
| Разом    | 4361    | 944                | 2753             | 664                  |